# Calamagrostis albiflora
Calamagrostis albiflora är en gräsart som beskrevs av Eugène Vaniot. Calamagrostis albiflora ingår i släktet rör, och familjen gräs. Inga underarter finns listade i Catalogue of Life.